# Kerk van de Intocht van de Heer in Jeruzalem
De Kerk van de Intocht van de Heer in Jeruzalem (Russisch: Входноиерусалимская церковь) behoort samen met de Aankondigingskerk tot de oudste Russisch-orthodoxe Kerken van de Russische stad Rjazan. De kerk is gelegen aan de Oelitsa Skomorosjinskaja 6 te Rjazan.

## Geschiedenis
Een eerste verwijzing naar de kerk is van 1550. Het betrof een houten kerk die aan het einde van de 17e eeuw afbrandde. Na de brand besloot men in 1679 de kerk van steen te herbouwen. De nieuwe kerk werd in 1684 ingewijd door de metropoliet van Rjazan en Moerom.
Na de oktoberrevolutie werd de kerk enige tijd in gebruik gegeven aan de Levende Kerk, maar in 1935 werd besloten de kerk te sluiten. Vervolgens deed het gebouw dienst als werkplaats voor onder meer de productie van meubelen. Het gebouw behield gedurende de periode van onderdrukking haar oorspronkelijke vorm, een vierkante met vijf kleine koepels bekroonde hoofdkerk met refter en gedronken klokkentoren met schilddak, het interieur daarentegen ging geheel verloren.
De kerk keerde in 1992 terug naar de Russisch-orthodoxe Kerk. Op 2 december 1992 werd de kerk in gebruik genomen met de wijding van een kapel door aartsbisschop Simon. De kerk werd na de heropening volledig gerestaureerd.